# 胴付鋸
胴付鋸（どうつきのこ どうづきのこ、どうつきのこぎり）とは、木材を切断・加工する木工具の鋸（のこぎり）の種類のひとつ。銅突鋸または導突鋸ともいう。

## 概要
胴付鋸は木材の繊維を横断して挽く横挽き鋸の一種として分類され、片側のみに刃が付いている片刃の鋸で、鋸刃（のこば）と呼ぶ歯の付いている反対側の背（せ）と呼ばれる部分に鋸板（のこいた）または鋸身（のこみ）そのものを補強する金属が付いているもの。
胴付鋸の鋸身と呼ぶ金属性の刃本体の厚みは0.2 - 0.3mm程度と非常に薄い為、鋸身が曲がらないよう、正確な直線で切断できるように補強板を必要とし、背金（せがね）と呼ばれる補強板には真鍮や鉄が使われる。

## 構成
一般に鋸は刃の見える刃渡りと呼ぶ全長が一寸当たりいくつの刃で構成されているかで切断目的や材種・用途が異なり、寸n枚目のように呼称する。
主に木材の繊維方向を切断し生木や丸太を切断する通常の縦挽き鋸（たてびきのこぎり）では寸10枚目のように歯の間隔が粗いのに対して象嵌を施した組子細工等の精密木材加工に用いる胴付鋸では歯の間隔を示すピッチは1.0mmと狭く、寸30枚目と呼ぶように非常に細かい横挽き歯を有し、切断・加工した際の切断面を指す挽肌（ひきはだ）を平滑に仕上げることができる。

## 用途
胴付（どうつき、どうづき）とは木材の年輪の見える木口（こぐち）と呼ぶ切断面同士を互いに接して固定する「突き付ける」意味を持ち、胴付鋸は木材の接合手段の一つである仕口（しぐち）の胴付部分を平滑に挽く目的で用いられる。
切断や加工する際に厚みの薄い材料を粗い歯を持つ縦挽き鋸を用いて切断すると切断面がささくれたり材種によっては割れることがあるため、一般に塩ビやデコラと呼ぶ厚みが薄い化粧材を加工する際に使われることが多い。